# Β2-Mikroglobulin
β2-Mikroglobulin (β2M) ist die kleinere lösliche Protein-Untereinheit des Haupthistokompatibilitätskomplexes (MHC) der Klasse I. Der MHC-Klasse-I-Proteinkomplex findet sich bei Wirbeltieren auf der Oberfläche nahezu aller kernhaltiger Zellen und dient der Antigenpräsentation. Mutationen im B2M-Gen können den MHC destabilisieren und zu einer (seltenen) erblichen Hypoproteinämie führen.

## Struktur und Genetik
Das humane Protein besteht aus 99 Aminosäuren, mit einer Molekülmasse von 11.731 Da.
Im Gegensatz zur größeren α-Untereinheit des MHC-Klasse-I-Komplexes ist das β2-Mikroglobulin weder membranverankert noch polymorph. Es bindet ausschließlich an die α-Untereinheit. Im humanen Genom ist das für β2-Mikroglobulin codierende Gen auf Chromosom 15 lokalisiert, im Gegensatz zu den anderen auf Chromosom 6 lokalisierten MHC-Genen.

## Klinische Bedeutung
β2-Mikroglobulin neigt in freier Form dazu, zu langen Proteinfäden (β-Fibrillen) zu aggregieren, die sich daraufhin als Amyloide in Zellzwischenräumen ablagern. Dieser Prozess kann insbesondere bei Dialyse-Patienten zu einer Hämodialyse-assoziierten Amyloidose (auch: AB-Amyloidose) führen. Da die Fibrillen gegenüber körpereigenen Abwehrmechanismen wie Phagozytose durch Immunzellen resistent sind, können sie nicht einfach entfernt werden. Die Amyloidablagerungen zerstören langfristig die Struktur der Organe und führen dadurch zu Funktionsstörungen. Es gibt Hinweise, dass die Ablagerungen auch einen direkten toxischen Effekt auf Zellen ausüben.

## β2-Mikroglobulin als Biomarker
Die Plasmakonzentration von β2-Mikroglobulin ist ein wichtiger Biomarker in der Laboratoriumsmedizin. Die Plasmakonzentration von β2-Mikroglobulin wird als Tumormarker für Lymphome (wie das Multiple Myelom), Leukämie, Pankreastumor und Leberzellkarzinom verwendet. β2-Mikroglobulin kann aber auch durch Erkrankungen mit erhöhtem Zellumsatz (Infektionen, Autoimmunerkrankungen), Hepatitis, Leberzirrhose, Aids erhöht sein. β2-Mikroglobulin spielt auch eine Rolle bei der Bestimmung der Nierenfunktion. Jedoch ist die Bestimmung von β2-Mikroglobulin für die Untersuchung der Proteinurie wegen dessen Instabilität bei niedrigen pH-Werten nicht mehr üblich.